# Annelise Rüegg
Annelise Rüegg (* 9. April 1879 in Uster; † 2. Mai 1934 in Lausanne) war eine Schweizer Kommunistin.

## Leben
Annelise Rüegg, zweitältestes Kind eines Drehers und einer Fabrikarbeiterin, begann mit 14 Jahren, in einer Spinnerei zu arbeiten, wechselte aber bereits zwei Jahre später ins Gastgewerbe. Sie arbeitete in verschiedenen Restaurants und Hotels in der Schweiz. 1896 reiste sie mit dem Geld, das sie in Uster mit Servieren verdient hatte, in die Romandie, also in die französische Schweiz, wo sie in einer Pension als Dienstmädchen arbeitete. 1897 nahm sie in Lugano eine gut bezahlte Stelle als Kellnerin an. Um 1898 arbeitete sie in Liverpool als Nähmädchen, wenig später, um 1900, in Venedig, San Remo, Baden-Baden und Basel wieder in ihrer alten Stellung. 1902 war sie zwischenzeitlich als Erzieherin tätig. 1902 reiste sie in die Schweiz zurück und arbeitete in Hotels an verschiedenen Stellen in der ganzen Schweiz. 1911 reiste sie nach Oran, wo ihr eine Freundin eine Saisonstelle vermittelt hatte. 1912 begann sie eine Lehre als Krankenschwester, brach diese jedoch nach einem Jahr wegen Differenzen mit ihrer Ausbilderin wieder ab.
1913 veröffentlichte sie die «Erlebnisse einer Serviertochter», die als ihre erfolgreichste Publikation gilt. Rüegg begann, sich für sozialistische Ziele zu engagieren. Sie hielt eine Reihe von Vorträgen zu politischen Themen und gegen den Krieg, unter anderem auch in Grossbritannien, den USA und Russland. Nach ihrer Rückkehr aus Russland äusserte sie sich ernüchtert über die dortigen Verhältnisse. Rüegg verfasste verschiedene autobiographische Texte.
Auf ihrer Reise durch Sowjetrussland lernte sie 1920 den Dolmetscher und späteren Schachweltmeister Alexander Aljechin kennen, den sie am 15. März 1921 heiratete. Am 2. November 1921 gebar sie den Sohn Alexander Aljechin jr. († 2009). Die Ehe wurde 1926 geschieden.

## Schriften
- Erlebnisse einer Serviertochter. Bilder aus der Hotelindustrie. Grütlibuchhandlung, Zürich 1914.
- Weitere Erlebnisse. Der Erlebnisse einer Serviertochter 2. Teil. Grütlibuchhandlung, Zürich 1916.
- Im Kriege durch die Welt: Erlebnisse aus der Kriegszeit. Grütlibuchhandlung, Zürich 1918.